# Executive Airlines
Executive Airlines era una aerolínea española especializada en servicios de aviación corporativa. Pertenecía al grupo empresarial Nortia. Ahora está en plena fusión con la aerolínea Gestair.
Además de la gestión y alquiler de la flota de aviones ejecutivos, ofrece servicios de mantenimiento de aeronaves, handling, operaciones y planificación de vuelos, así como el de consultoría en la compra venta de jets. Sus bases operativas están en Barcelona (El Prat), Madrid (Barajas) y Valencia.

## Códigos
- Código OACI: EXU
- Callsign: Sacir

## Flota
- 2 Citation CJI
- 1 Citation V Ultra
- 3 Gulfstream G200
- 1 Falcon 900EX
- 1 Gulfstream 550
- 1 Falcon 2000
- 1 Falcon 2000LX